# Uyuni
Uyuni és una ciutat del sud-oest de Bolívia. És la porta d'entrada per la visita turística del proper Salar de Uyuni.

## Origen
Va ser fundada l'any 1890, El 2010 s'estimava que tenia 21.400 habitants. Aquesta ciutat té un carrer comercial molt gran. Es troba en un altiplà a 3.670 m d'altitud sobre el nivell del mar.
No hi ha gaire agricultura, ja que el subministrament d'aigua és escàs i és un poc salina. Cada any Uyuni rep uns 60.000 visitants de tot el món.

## Transport
És un centre important de transport i té un nus ferroviari principal. Hi arriben quatre línies de ferrocarril, respectivament de La Paz (via Oruro), Calama (a Xile), Potosí, i Villazón (sobre la frontera amb Argentina i on la línia acaba).
També hi ha un aeroport de construcció recent.

## Atraccions turístiques
Una de les principals atraccions turítiques és el cementiri de trens que es troba a3 km de la ciutat i està connectat per vies de tren antigues. En temps passat Uyuni era un centre de distribució de minerals en camí cap als ports de l'oceà Pacífic. El ferrocarril va ser construït per part d'enginyers britànics a finals del segle xix. Aquest ferrocarril va ser sabotejat pels indígenes aimarà. A la dècada de 1940 es van esgotar els minerals i els trens abandonats van fer aquest cementiri de trens i també hi ha un museu.

## Galeria

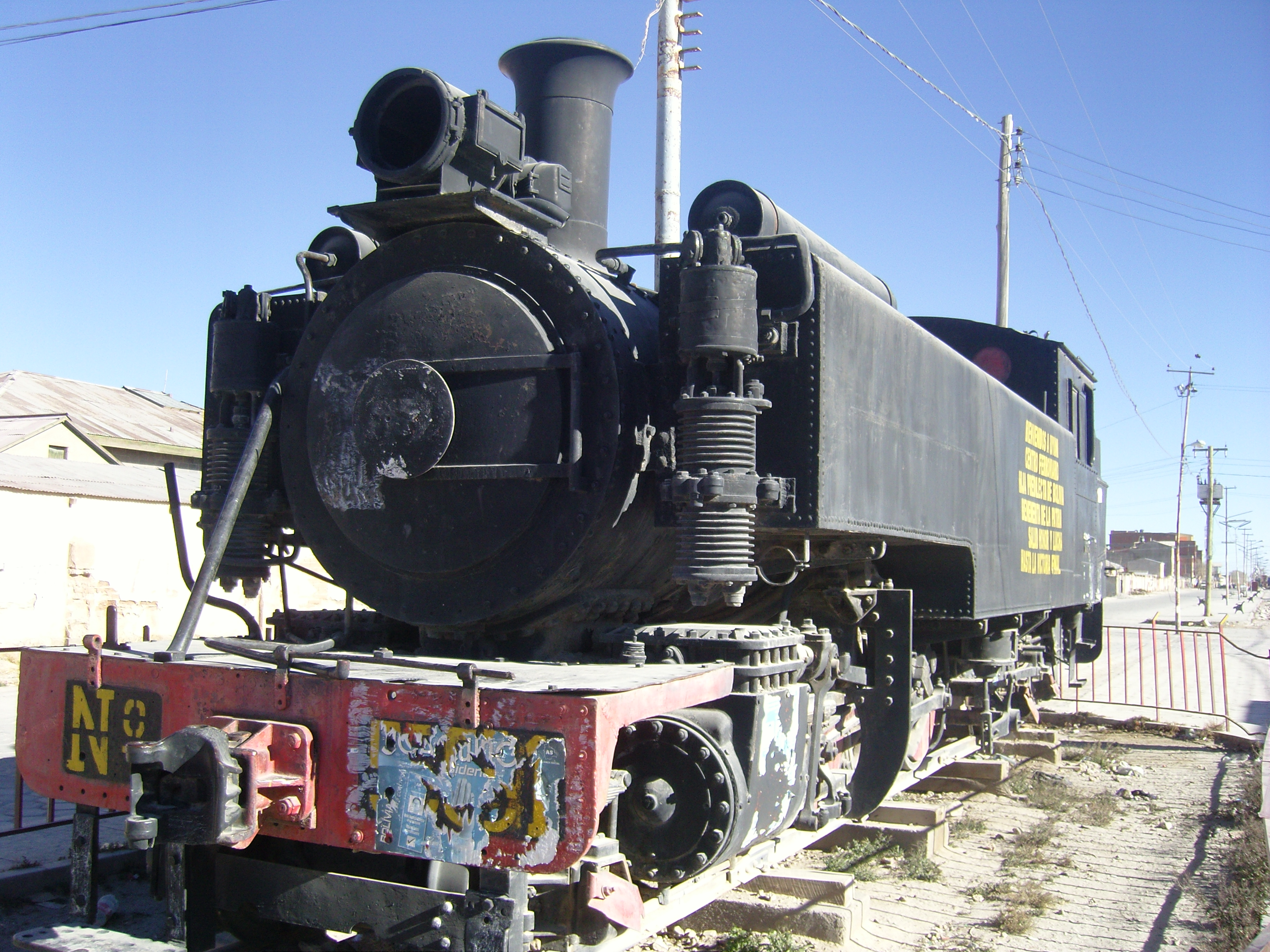
Av. Ferroviaria, Uyuni.
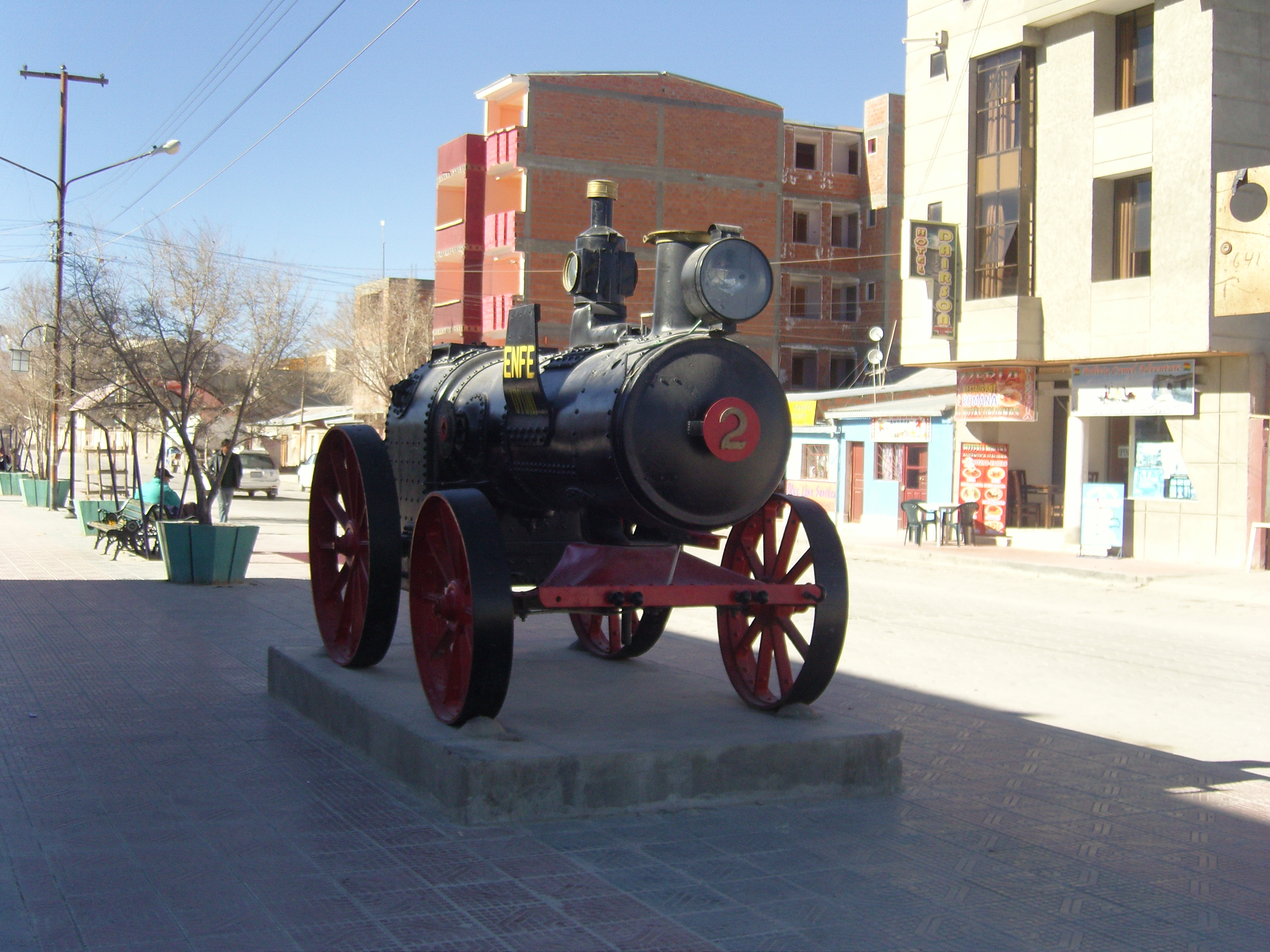
Av. Ferroviaria, Uyuni.
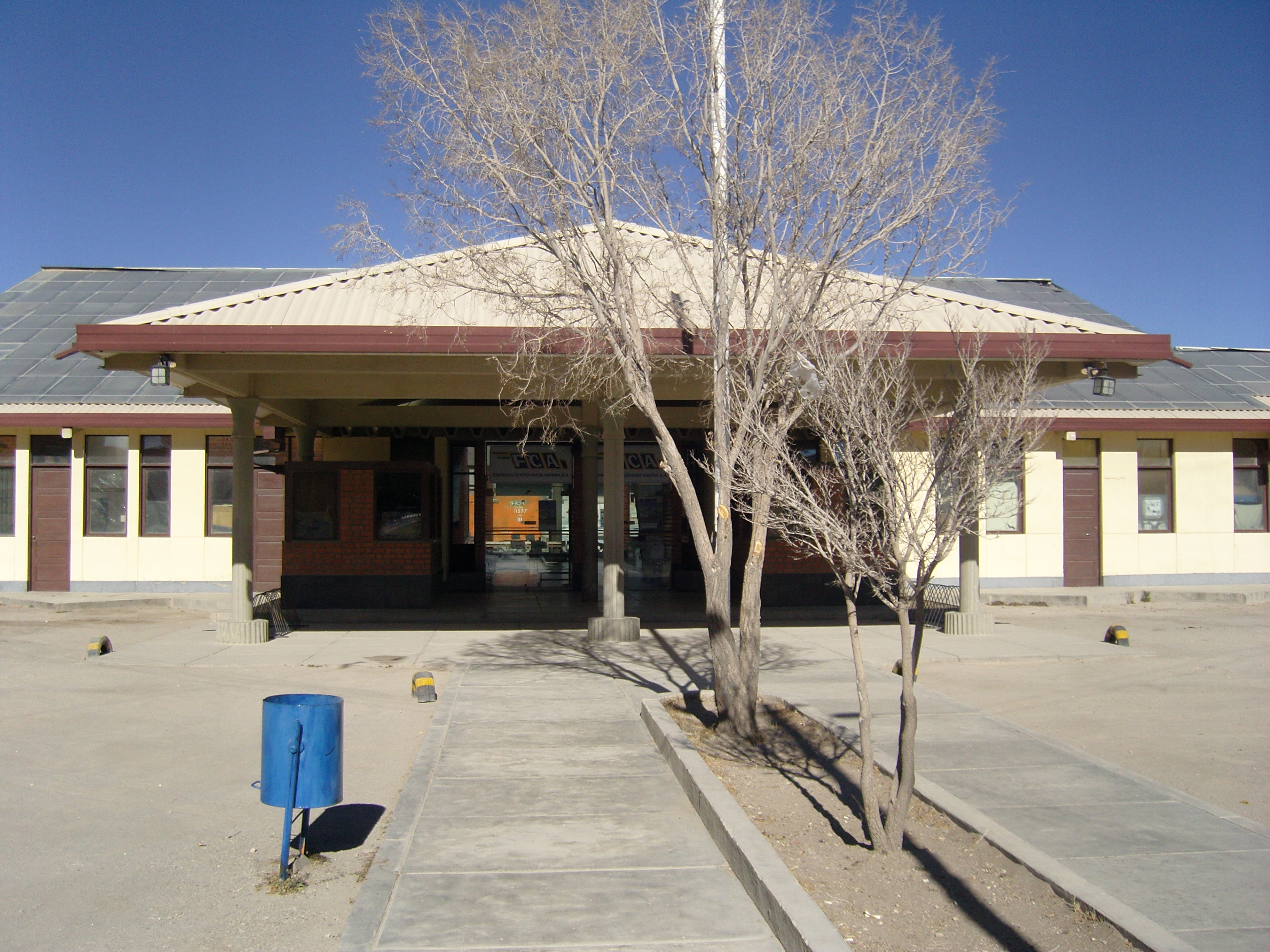
Estació de ferrocarrils, Uyuni.
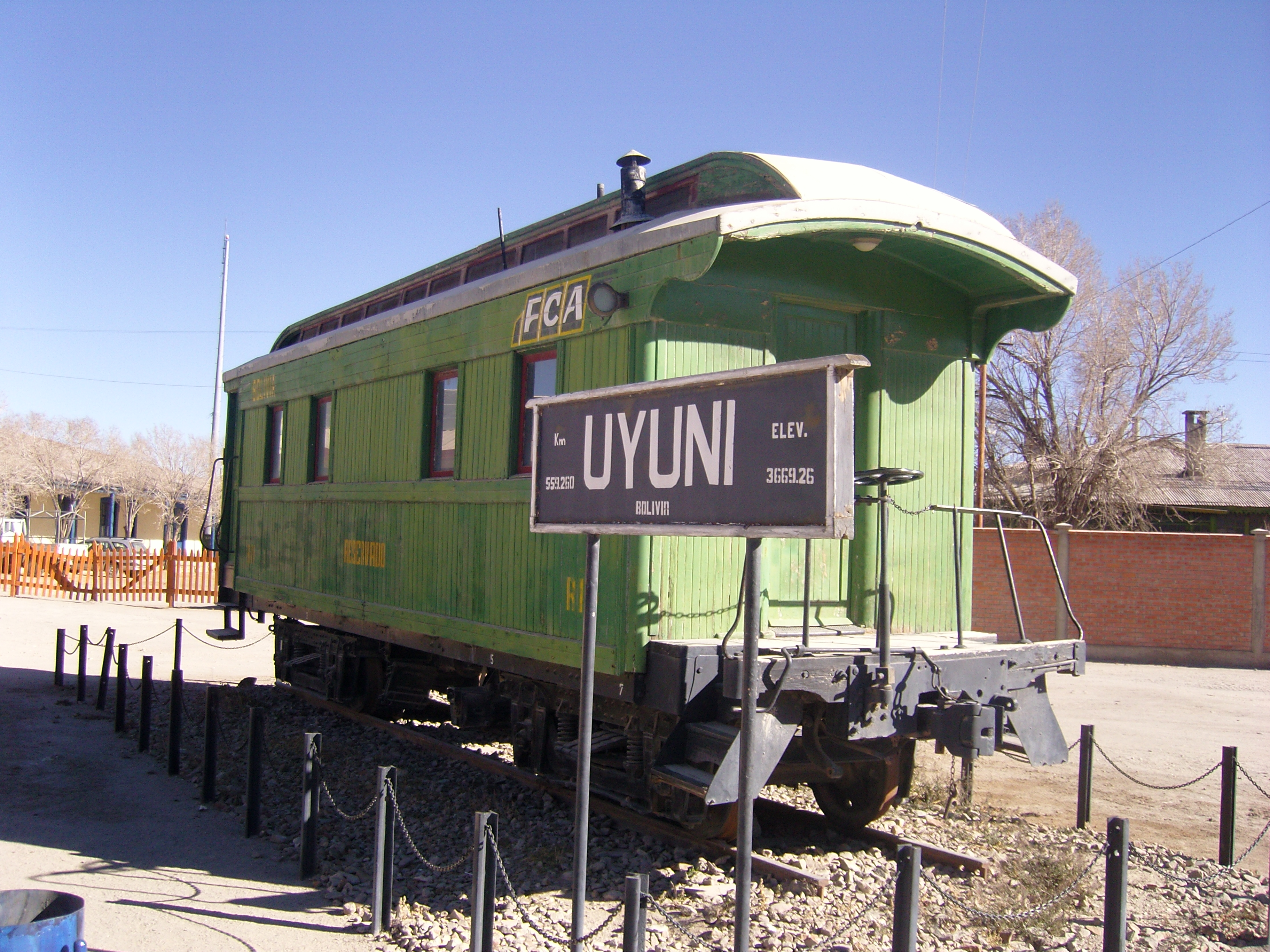
Estació de ferrocarrils, Uyuni.
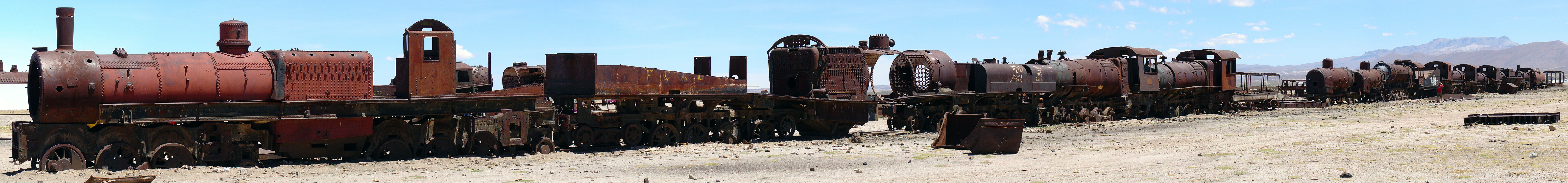
Cementiri de trens